# Megalocentor echthrus
Megalocentor echthrus — єдиний вид роду Megalocentor з підродини Stegophilinae родини Trichomycteridae ряду сомоподібні. Наукова назва походить від грецьких слів megalos, тобто «великий», та kentor — «жало».

## Опис
Загальна довжина сягає 8,8 см. Голова коротка, сплощена зверху. Очі помірно великі. Рот відносно великий. Є 2 пари коротеньких вусів. Тулуб стрункий, витягнутий. Спинний плавець з короткою основою. Жировий плавець відсутній. Грудні та черевні плавці маленькі. Анальний і хвостовий плавці видовжені.
Забарвлення блідо-кремове або прозоре.

## Спосіб життя
Є бентопелагічною рибою. Надає перевагу прісній воді. Тримається піщаних та мулистих ґрунтів. Цей сом активний у присмерку. Веде паразитичний спосіб життя, атакуючи інших риб.

## Розповсюдження
Мешкає у басейнах річок Амазонки і Оріноко.